# 長谷川泰三
長谷川 泰三（はせがわ やすぞう、1966年1月7日 - 2014年6月15日）は、日本の心理カウンセラー。

## 略歴
1966年、大阪生まれ。4歳の時に一家離散し、中学生の時にグレて暴走族の仲間入りをする。
15歳の時のある日、チンピラとのトラブルで逃走する途中で転落事故を起こして脊髄を損傷し、車いすの生活となる。
事故の後遺症や障がいを苦に何度も自殺未遂を起こすも、入院患者や障がいを持つ仲間に励まされ生きる希望をもつ。
その後、自身の経験を活かしカウンセラーの道に進む。
2009年、講演からの帰路、乗車中の高速バスが事故を起こし、その際顔面を強打し、前歯が欠損、頸椎を損傷した。
この事故の後、両手の麻痺が進行し1級障がい者に認定される。その直後に『命のカウンセリング』（あさ出版、2010年5月、ISBN 978-4860633912）を執筆、2012年の24時間テレビで放送されたスペシャルドラマである「車イスで僕は空を飛ぶ」の原作となり10万部を超えるヒット作となる。
東京都在住、全国をたくさんの人々に助けられながら、社会福祉協議会、学校、教育委員会、市町村が主催する自殺予防や心のバリアフリーに関する講演を行っていたが、2014年の6月15日に突然容体が急変し死去する。享年48。

## 著書
- 『命のカウンセリング』（あさ出版、2010年5月、ISBN 978-4860633912） - 日本テレビ系「24時間テレビ35 愛は地球を救う」ドラマスペシャル『車イスで僕は空を飛ぶ』原作
- 『車イスが教えてくれたありがとう』（あさ出版、2012年10月、ISBN 978-4860635589）
- 『まんが 車いすのカウンセラー、いのちの声をきく。』漫画：折原みと、監修：長谷川泰三（ぶんか社、2015年6月）

## 参考
- 日テレ24時間テレビ35 ドラマスペシャル「車イスで僕は空を飛ぶ」の原作者。
- 毎日放送「ありがとう浜村淳です」ありがとうファミリー劇場にて長谷川泰三の半生が2013年5月6日～10日にかけて連続ラジオドラマになる
- 「日刊工業新聞」2012年12/13号～5週連続でメンタルヘルスについてコラム連載
- 映画「最強のふたり」公式サイトコメントテイター
- 「テレビ寺子屋」さくら台幼稚園（富士市）にて放映用公開収録後放映　第1743回心の復興をめざして、第1741回本当は皆やさしかった
- MSN産経ニュース　【書評】『命のカウンセリング』長谷川泰三薯 (2010年8月1日)
- エキサイトニュース　LAURIER（ローリエ） 2012年8月14日　元暴走族の金髪少年が、なぜ車イスの超人気カウンセラーに？
- 日刊サイゾー2012年9月7日 テレビウォッチャー・てれびのスキマの「テレビ裏ガイド」第7回
- bioマガジン月間anemone（アネモネ）2012年12月号「魂の声を聞く生き方」魂のSOSを救う命のカウンセラーと呼ばれて--18頁参照
- 「PHP (雑誌)」2013年2月号　ヒューマンドキュメント「命のカウンセラー」として特集される--56頁参照

## 主な講演実績
- 2013年12月7日　愛媛県伊予郡砥部町教育委員会主催、砥部町人権の町づくり集会講演「 車イスが接着剤～いのち輝くように～  」
- 2013年11月14日　長野県飯田市立鼎小学校、中学校PTA合同講演会「 命のカウンセリング 」
- 2013年10月16日　新潟県糸魚川市立糸魚川中学校講演「 助けては愛してるのサイン 」
- 2013年9月7日　第58回ポラリス保健看護学院同窓会講演「 命のカウンセリング 」
- 2013年7月30日　第58回山形市民総合福祉大会「いのち輝くように～助けては愛してるのサイン」
- 2013年7月27日　日本FP協会宮城支部「車椅子が教えてくれた心と体のライフプラン」
- 2013年7月6日　大阪府吹田市役所「社会を明るくする運動」｢いのち輝くように｣
- 2013年5月24日　松山市民生児童委員会協議会大会「車椅子は接着剤～助けては愛してるのサイン～」
- 2013年5月12日　癒しフェスタ in 金沢　「車椅子は接着剤～助けては愛してるのサイン～」
- 2013年1月26日　新潟県小千谷市心の健康講演会「命のカウンセリング～誰でも人の役に立てる場所がある～」
- 2012年12月8日　香川県さぬき市社会福祉大会　特別講演「車椅子は接着剤～いのち輝くように～」
- 2012年12月5日　大阪市福島区　人権を考えるつどい　特別講演「いのち輝くように」
- 2012年12月2日　大阪市住吉区まなび・つながりネットワーク　バリアフリーな社会を目指して（人権啓発講演会）「車椅子は接着剤～出会いは人を変える～」
- 2012年11月30日　石川県教職員組合羽咋市支部教育対話集会「車椅子は接着剤～いのち輝くように～」
- 2012年11月29日　石川県教職員組合七尾鹿島支部教育対話集会「車椅子は接着剤～いのち輝くように～」
- 2012年11月23日　第49回佐賀県精神保険福祉大会　講演「いのち輝くように　ー助けては愛してるのサインー」
- 2012年11月17日　大阪府茨木市第37回PTA大会講演「命輝くように」
- 2012年11月2日　千葉県東海大学付属望洋高校生徒に向けての心のバリアフリー講演
- 2012年10月27日　千葉県大網白里町教育委員会主催町民大会バリアフリー講演
- 2012年10月26日　八戸市社会福祉協議会社会福祉大会バリアフリー講演
- 2012年10月24日　山形県社会福祉協議会社会福祉大会バリアフリー講演
- 2012年10月20日　東京都江東区香取小学校1年～6年生と教員、ご父兄に向けての心のバリアフリー講演
- 2012年10月12日　MDRTソニー会大阪帝国ホテル講演